# Kóstas Kaïáfas
Kóstas Kaïáfas (en grec: Κώστας Καϊάφας), né Konstantinos Kaiafas le 22 septembre 1974 à Nicosie, est un footballeur international et un entraîneur chypriote. Il est le fils de Sotíris Kaïáfas, Soulier d'or européen en 1976.

## Biographie

### En club
Évoluant au poste de milieu de terrain, il passe la quasi-totalité de sa carrière de joueur à l'Omonia Nicosie (1991-2009), à l'exception des deux dernières saisons, qu'il joue avec l'Alkí Larnaca (2009-2011). 
Il dispute un total de 354 matchs en première division chypriote, inscrivant 69 buts. Il réalise sa meilleure performance en première division lors de la saison 2002-2003, où il inscrit 10 buts.
Son palmarès avec l'Omonia Nicosie est constitué de trois titres de champion de Chypre, et quatre Coupes de Chypre.
Participant régulièrement aux compétitions continentales européennes (tours préliminaires principalement), il prend part à six matchs en Ligue des champions (un but), 30 en Ligue Europa (cinq buts), et enfin quatre en Coupe des coupes.
Il met un terme à sa carrière après avoir été suspendu pour six mois pour avoir poussé et insulté un arbitre lors d'un match contre l'Ermís Aradíppou, en novembre 2010.

### En équipe nationale
Il reçoit 25 sélections en équipe de Chypre entre 1997 et 2004, inscrivant un but. Toutefois, certaines sources font mention de 22 sélections.
Il joue son premier match en équipe nationale le 18 août 1997, en amical contre la Grèce (défaite 2-1 à Héraklion). Il inscrit son seul et unique but en sélection le 9 février 1998, contre la Slovénie (victoire 1-0 à Limassol).
Il dispute une rencontre lors des éliminatoires du mondial 1998, deux lors des éliminatoires du mondial 2002, et deux lors des éliminatoires du mondial 2006. Il joue également deux matchs lors des éliminatoires de l'Euro 2000, et enfin six lors des éliminatoires de l'Euro 2004.

### Dirigeant
Après sa retraite, il devient l'entraîneur de plusieurs équipes chypriotes : l'Alkí Larnaca, l'Omonia Nicosie, l'Aris Limassol, l'Énosis Néon Paralímni, et l'Ermis Aradippou.

## Palmarès[2]
- Champion de Chypre en 1993, 2001, 2003 avec l'Omonia Nicosie
- Vice-champion de Chypre en 1995, 1998, 1999, 2000, 2004, 2006, 2007 et 2009 avec l'Omonia Nicosie
- Vainqueur de la Coupe de Chypre en 1991, 1994, 2000 et 2005 avec l'Omonia Nicosie
- Finaliste de la Coupe de Chypre en 1992, 1997 et 2007 avec l'Omonia Nicosie
- Vainqueur de la Supercoupe de Chypre en 1994, 2001, 2003 et 2005 avec l'Omonia Nicosie
- Finaliste de la Supercoupe de Chypre en 1993 et 2000 avec l'Omonia Nicosie
- Champion de Chypre de D2 en 2010 avec l'Alkí Larnaca